# Joven comiendo ostras
Joven comiendo ostras es una obra del pintor neerlandés Jan Steen. Se trata de un óleo sobre tabla de pequeño tamaño, que mide 20,5 cm de alto y 14,5 cm de ancho. Fue pintado hacia 1658-1660 y se encuentra en el Mauritshuis de La Haya (Países Bajos).
Se trata de una escena de género protagonizada por una joven con pelliza y ribete de pieles que está echando sal a una ostra que va a comerse; se trata de una comida de lujo a la que se atribuye un valor afrodisíaco. La mesa es un auténtico bodegón, con una jarra de cerámica de Delft blanca y azul, junto a un vaso de vino blanco en copa de cristal transparente.